# Nerita peloronta
Nerita peloronta är en snäckart som beskrevs av Carl von Linné 1758. Nerita peloronta ingår i släktet Nerita och familjen båtsnäckor. Inga underarter finns listade i Catalogue of Life.

## Bildgalleri

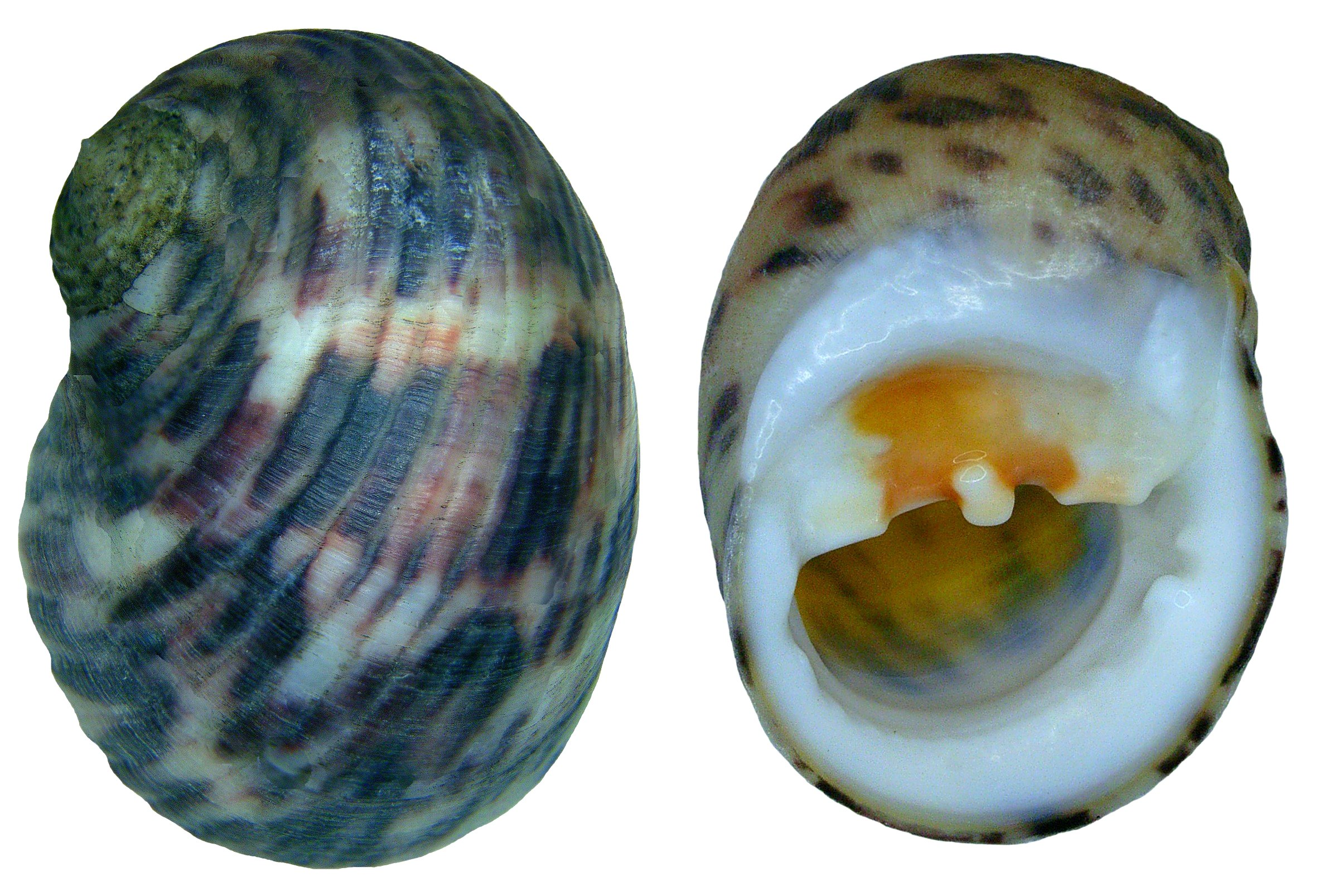
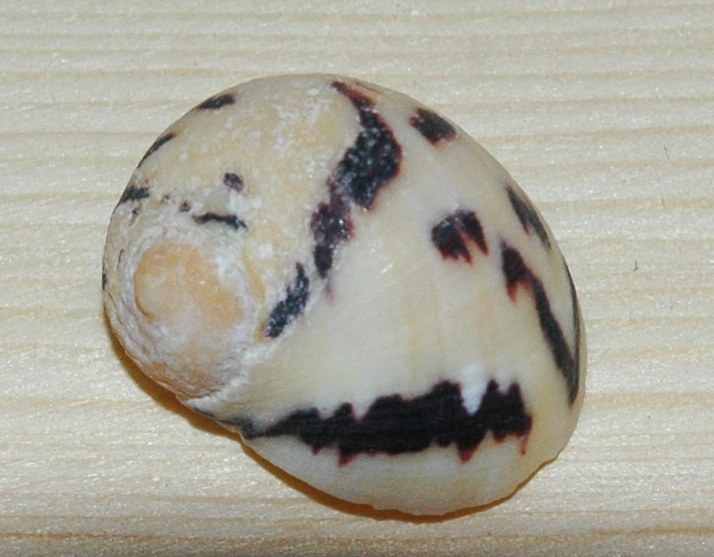
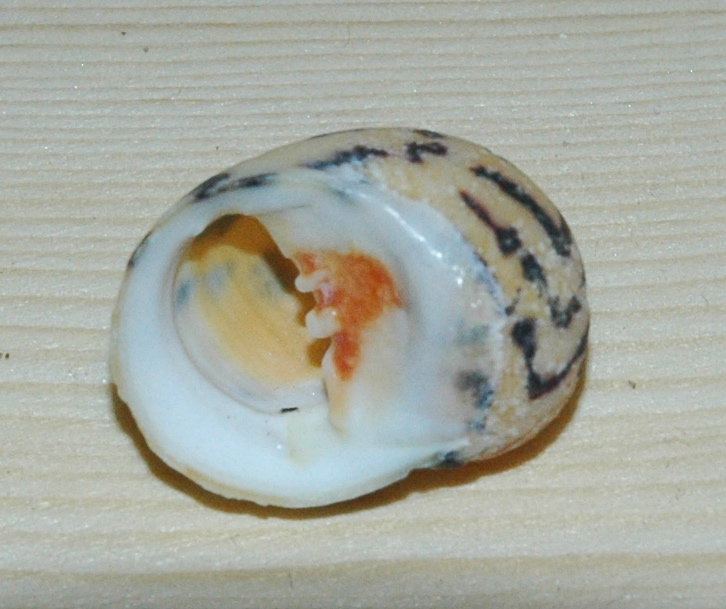
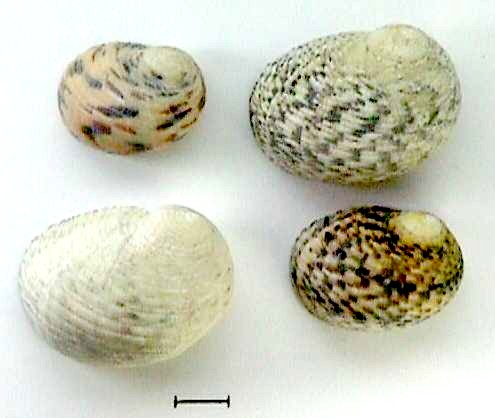
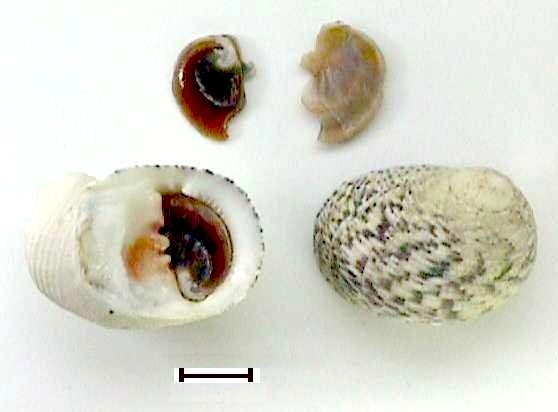
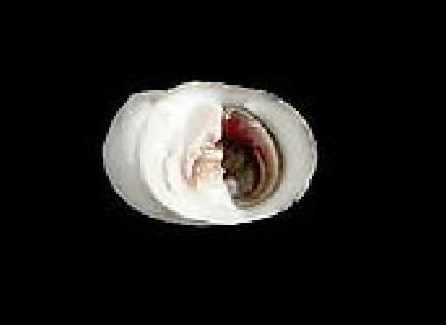